# Abdolkarim Sorush
Farajollah Dabbagh, conocido como Abdolkarim Sorush (en persa عبدالكريم سروش), el Lutero iraní y por Sorush, es el intelectual iraní más conocido en occidente. Está considerado como el pensador emblemático del Postislamismo y se le reconoce cierta influencia sobre el ámbito político del Islam.
Es filósofo islamista laico y profesor de ética. Antiguo partidario de Jomeini, ocupó un puesto en el Consejo de la Revolución Cultural. Desde entonces, Sorush ha cambiado hasta el punto de ser uno de los principales adversarios del principio de indisociabilidad de lo religioso y de lo político.
Su pensamiento está en la línea de Mohamed Jatamí. Encarna una tendencia anticlerical, pero es un “laico” en cuanto a su estatus social y a su formación universitaria.

## Su concepto del "conocimiento religioso"
Las principales preguntas que plantea Sorush son las que se hacen numerosos pensadores musulmanes contemporáneos: ¿puede existir una interpretación definitiva del Islam? ¿Qué papel puede tener en política la religión? ¿Es el islam compatible con la democracia?
Dado que el islam está considerado como invariable, no cambiable y trascendiendo todas las representaciones y las manipulaciones de las que puede ser objeto, Sorush quiere conciliar el islam con un mundo dinámico, deslindando los fundamentos de la religión y el “conocimiento religioso” que se obtiene por su estudio. Este razonamiento desemboca en la aceptación del “conocimiento religioso” como una construcción humana que está necesariamente en continuo cambio.
Sorush propone el abandono de cualquier ideología islámica que no sea un conocimiento de la religión sino un instrumento político y social destinado a orientar y determinar el comportamiento público a partir de cierta concepción de la religión. Transformar una religión en ideología supone limitar la libertad de interpretación de los dogmas religiosos.